# جورج فوستر (لاعب كرة قدم أمريكية)
جورج فوستر (بالإنجليزية: George Foster)‏ هو لاعب كرة قدم أمريكية أمريكي، ولد في 9 يونيو 1980 في ماكون في الولايات المتحدة.

## وصلات خارجية
- جورج فوستر على موقع مرجع كرة القدم المحترفة.كوم (الإنجليزية)
- جورج فوستر على موقع JustSportsStats.com (الإنجليزية)